# 新生テクノス
新生テクノス株式会社（しんせいテクノス、英:  SHINSEI TECHNOS CO.,LTD.）は、東京都に本社を置く電気設備工事会社。東海旅客鉄道(JR東海)の協力会社・パートナー会社。（JR東海の持分法適用関連会社であり、連結子会社ではない）

## 沿革
- 1947年（昭和22年）5月 - 前身である「新生電業株式会社」設立。
- 1981年（昭和56年）7月 - 「電気整備工業株式会社」設立。
- 1989年（平成元年）1月 - 電気整備工業株式会社を「ジェイアール東海電気工事株式会社」に商号変更。
- 1996年（平成8年）4月 - 新生電業株式会社とジェイアール東海電気工事が合併。「新生テクノス株式会社」に商号変更。

## 業務内容
- 電路線等の設計、施工及び保守管理
- 光ケーブル、データ通信設備などのIT分野の設計、施工及び保守管理
- 建築・土木工事、冷暖房・空調設備・給排水設備
- 発電・機械設備、電気計装工事、塗装工事等
- その他強電関係

## 事業所

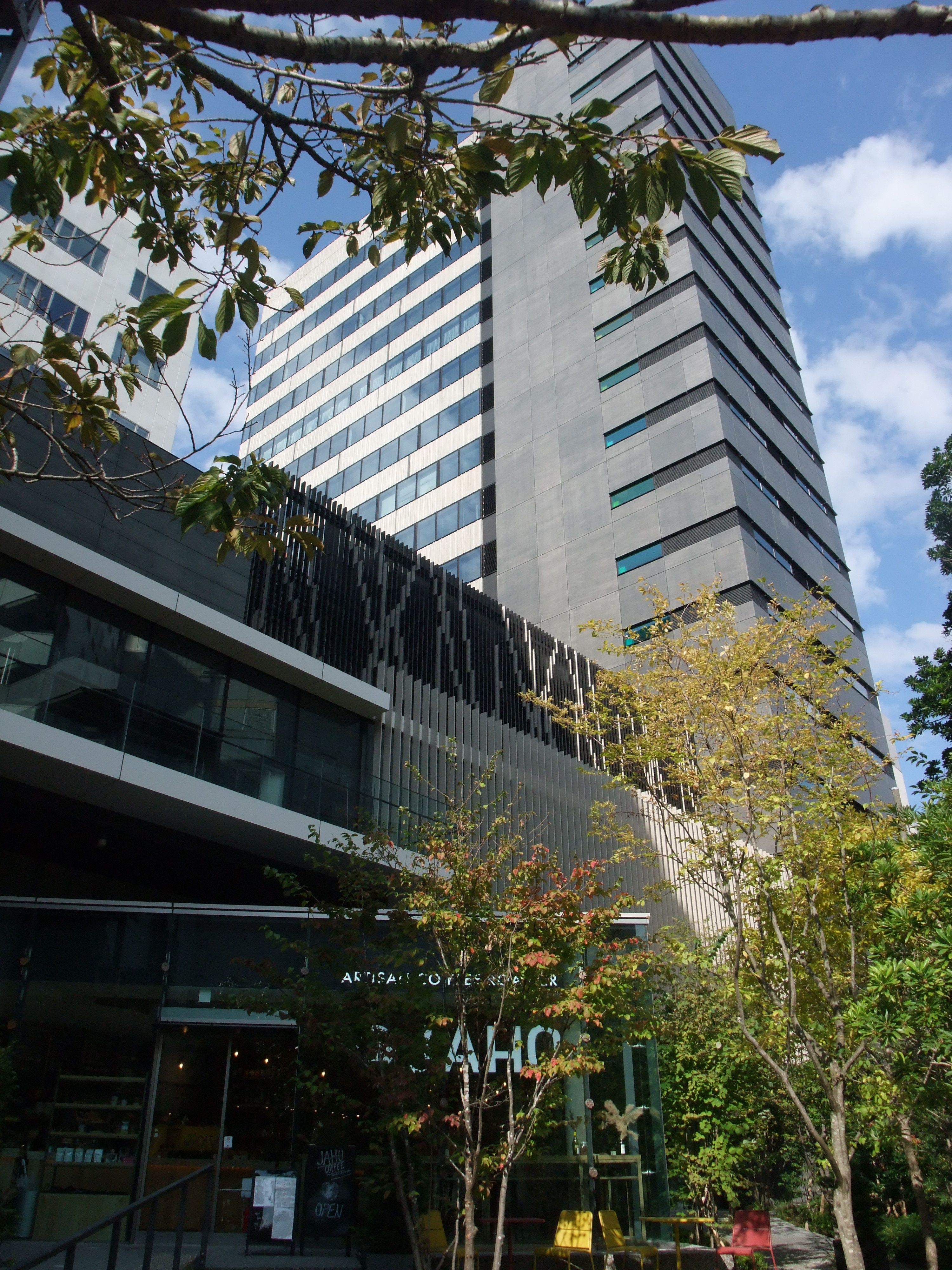
東京本店が入居するG-BASE田町ビル

### 本店
- 東京（東京都港区）
- 名古屋（愛知県名古屋市中村区）

### 研修センター
- 愛知県清須市

### 支店

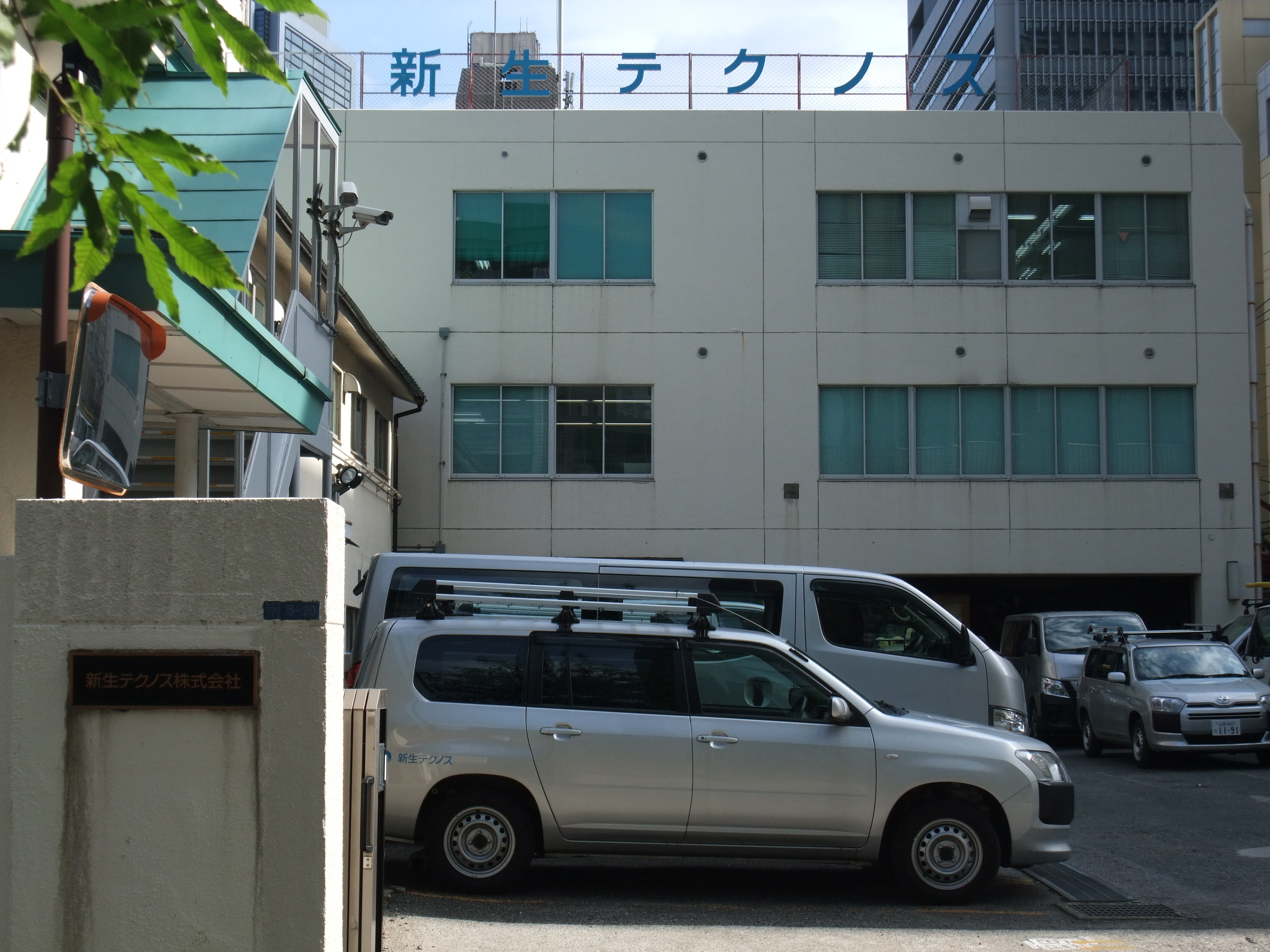
中央支店

- 中央支店（東京都品川区）
- 東京新幹線支店（東京都港区）
- 東京支店（東京都港区）
- 静岡支店（静岡県静岡市駿河区）
- 名古屋支店（愛知県名古屋市西区）
- 名古屋新幹線支店（愛知県名古屋市中村区）
- 中部支店（愛知県名古屋市中村区）
- 大阪新幹線支店（大阪府大阪市北区）
- 大阪支店（大阪府大阪市北区）
- 九州支店（福岡県福岡市博多区）

### 支社

#### 本店所管
- 福島支社（福島県双葉郡）
- 新潟支社（新潟県刈羽郡）

#### 東京支店所管
- 北海道支社（北海道札幌市東区）
- 東北支社（宮城県仙台市宮城野区）

#### 中部支店所管
- 静岡支社（静岡県静岡市葵区）

#### 大阪支店所管
- 広島支社（広島県広島市東区）
- 四国支社（香川県高松市）

## 労働組合
- 新生テクノス労働組合（JR東海グループ労働組合連合会）